# Gentianella fastigiata
Gentianella fastigiata är en gentianaväxtart som beskrevs av Fabris. Gentianella fastigiata ingår i släktet gentianellor, och familjen gentianaväxter. Inga underarter finns listade i Catalogue of Life.